# Limburgit
Limburgit je tmavě zbarvená a částečně zesklovatělá sopečná hornina, která vzhledem připomíná čedič, ale na rozdíl od něj neobsahuje živce. Nazvaná byla podle lokality Limburg nedaleko obce Sasbach am Kaiserstuhl v Bádensko-Württembersku, kde tvoří skalní útvar Kaiserstuhl. Obsahuje zejména minerály olivín, augit a amfibol a dále magnetit, ilmenit, apatit, nefelín a sodalit.
Lokality limburgitu se vyskytují v řadě evropských zemí, např. v Německu, Skotsku, Francii nebo Španělsku. Mimo Evropu jsou známé oblasti výskytu v Brazílii nebo na africkém Kilimandžáru. V Česku se vyskytuje např. na Solanské hoře v Českém středohoří, v přírodní památce Rotava v Krušných horách nebo u pramenů Černého potoka v Mikulášovicích.